# Sesamolja

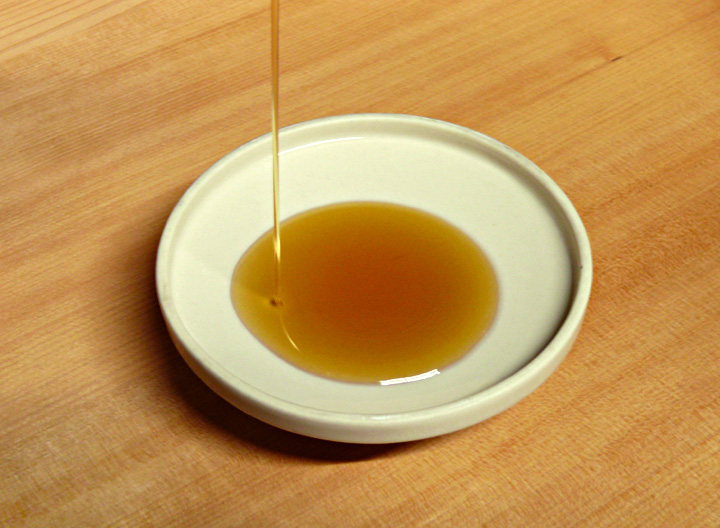
Sesamolja

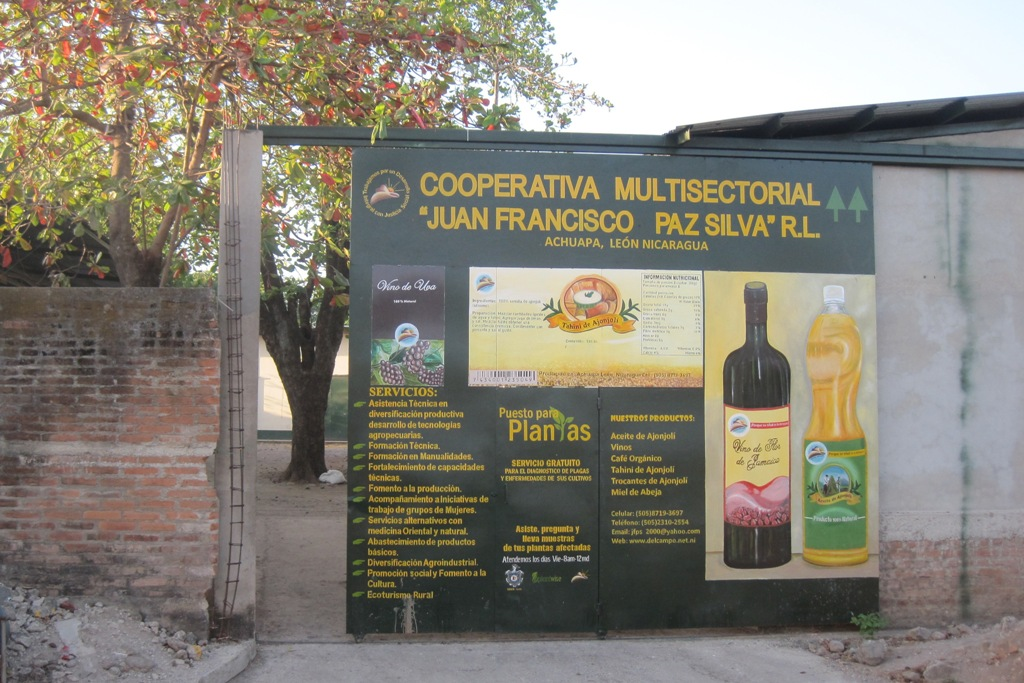
Kooperativ i Achuapa, Nicaragua, som tillverkar och exporterar sesamolja till Europa.

Sesamolja utvinns ur sesamfrön, som kan vara naturella eller rostade. Ur rostade sesamfrön får man en brunaktig olja med karaktäristisk smak som är typisk för viss asiatisk matlagning. Skillnaden mellan naturella och rostade frön märks även i sesampasta, vars medelhavsvariant tahin både ser och smakar annorlunda än den sesampasta på rostade frön som används i exempelvis Kina.

## Utvinning och egenskaper
Sesamfröna innehåller upp till 50 % olja, som erhålls genom pressning eller extraktion. Vid den första kallpressningen fås en mycket fin olja, vilken kan användas som matolja.
Vid efterföljande pressning eller extraktion fås en olja, som måste raffineras för att vara användbar som mat- eller margarinolja. Vid avkylning håller den sig klar ner till 4 °C, men blir sedan oklar och stelnar vid – 5 °C till en gulvit massa.
Sesamoljan har guldgul eller ljusgul färg, en mild smak, är nästan luktfri och blir ej lätt härsken. 
Oljan innehåller glycerider av stearinsyra, palmitinsyra och oljesyra samt en liten mängd linolsyra och hör till de icke torkande oljorna.
Oljan förfalskas ej sällan med jordnötsolja och används själv till förfalskning av olivolja och mandelolja.

## Användning
Förutom som matolja används sesamolja till tvåltillverkning, som lampolja eller smörjolja, vid parfymtillverkning samt vid margarintillverkning.
Pressresterna från framställningen av oljan går i handeln under benämningen sesamkakor och utgör ett utmärkt kreatursfoder. Detta innehåller vanligen 33 – 40 % kvävehaltiga ämnen. 